# Delegados del Gobierno en Polonia
Los siguientes fueron los Delegados del Gobierno en Polonia (en polaco: Delegat Rządu na Kraj) durante la Segunda Guerra Mundial:
- Cyryl Ratajski (Wartski)— noviembre de 1939 (oficialmente, desde diciembre de 1940) – agosto de 1942; Murió el 19 de octubre de 1943.
- Jan Piekałkiewicz (Juliański)—hasta el 19 de febrero de 1943; arrestado por la Gestapo y asesinado en la prisión de Pawiak el 19 de junio de 1943.
- Jan Stanisław Jankowski (Sobol), hasta febrero de 1945; arrestado por la NKVD el 28 de febrero de 1945, juzgado en el juicio de los Dieciséis y asesinado en una prisión soviética el 13 de febrero de 1953.
- Stefan Korboński (Zieliński): hasta junio de 1945. Emigró y murió el 23 de abril de 1989.
- Jerzy Braun, desde junio de 1945; arrestado en 1948; Emigró en 1965 a Italia.

Los Delegados anteriores estaban administrando oficialmente el Gobierno General desde una oficina en Varsovia, pero finalmente terminaron administrando toda la Polonia ocupada, ya que los puestos de Delegados para los territorios anexionados por Alemania y los territorios anexionados por la Unión Soviética no pudieron desarrollarse adecuadamente.
- Adolf Bniński fue el Delegado de los territorios anexionados por Alemania; ocupó este cargo desde diciembre de 1940 hasta su arresto en julio de 1941.
- Leon Mikołajczyk fue el sucesor de Bniński; después de su arresto, en febrero de 1942, la Oficina del Delegado en Poznań perdió su condición de oficina independiente y pasó a ser administrada por la oficina de Varsovia.[1]
- Władysław Zych fue el delegado interino para los territorios ocupados soviéticos (nunca fue confirmado oficialmente en este cargo por el gobierno polaco en el exilio).[2]